# Selección de balonmano de Islas Cook
La selección de balonmano de las Islas Cook es el equipo representativo de las Islas Cook en Balonmano en competiciones de selecciones nacionales. Solamente ha participado en competiciones regionales, sin disputar ningún Campeonato Mundial de Balonmano ni Juegos Olímpicos.